# Klášterní mlýn (Osek)
Klášterní mlýn v Oseku u Duchcova v okrese Teplice je vodní mlýn, který stojí v severovýchodní části kláštera na Oseckém potoce. Spolu s areálem kláštera je chráněn jako nemovitá kulturní památka České republiky.

## Historie
Mlýn byl postaven v letech 1707–1709 podle plánu architekta Octavia Broggia.

## Popis
Patrová budova na obdélném půdorysu se sedlovou střechou má přízemní přístavek na východní straně; původně byla omítnutá. Hlavní západní vstupní průčelí je devítiosé. Zdivo interiéru není plně zachované a jsou v něm patrny pozůstatky černé kuchyně. Před východním průčelím navazuje na pozůstatky lednice odvodní kanál, který vede třetí terasou opatské zahrady.
Voda na vodní kolo tekla náhonem v podobě podzemního kanálu, který byl na vantroky veden před jižním bočním průčelím mlýna. Mlýn je zcela bez technologie, vodní kolo na vrchní vodu zaniklo.